# Francis Koumba
Francis Koumba   (Libreville, 16 de juliol de 1974) és un exfutbolista del Gabon de la dècada de 1990.
Fou internacional amb la selecció de futbol del Gabon. Pel que fa a clubs, destacà a SC Vila Real.